# Trypoxylus dichotomus
Trypoxylus dichotomus är en skalbaggsart som beskrevs av Carl von Linné 1771. Trypoxylus dichotomus ingår i släktet Trypoxylus och familjen Dynastidae.

## Underarter
Arten delas in i följande underarter:
- T. d. tsuchiyai
- T. d. takarai
- T. d. tsunobosonis
- T. d. septentrionalis

## Bildgalleri

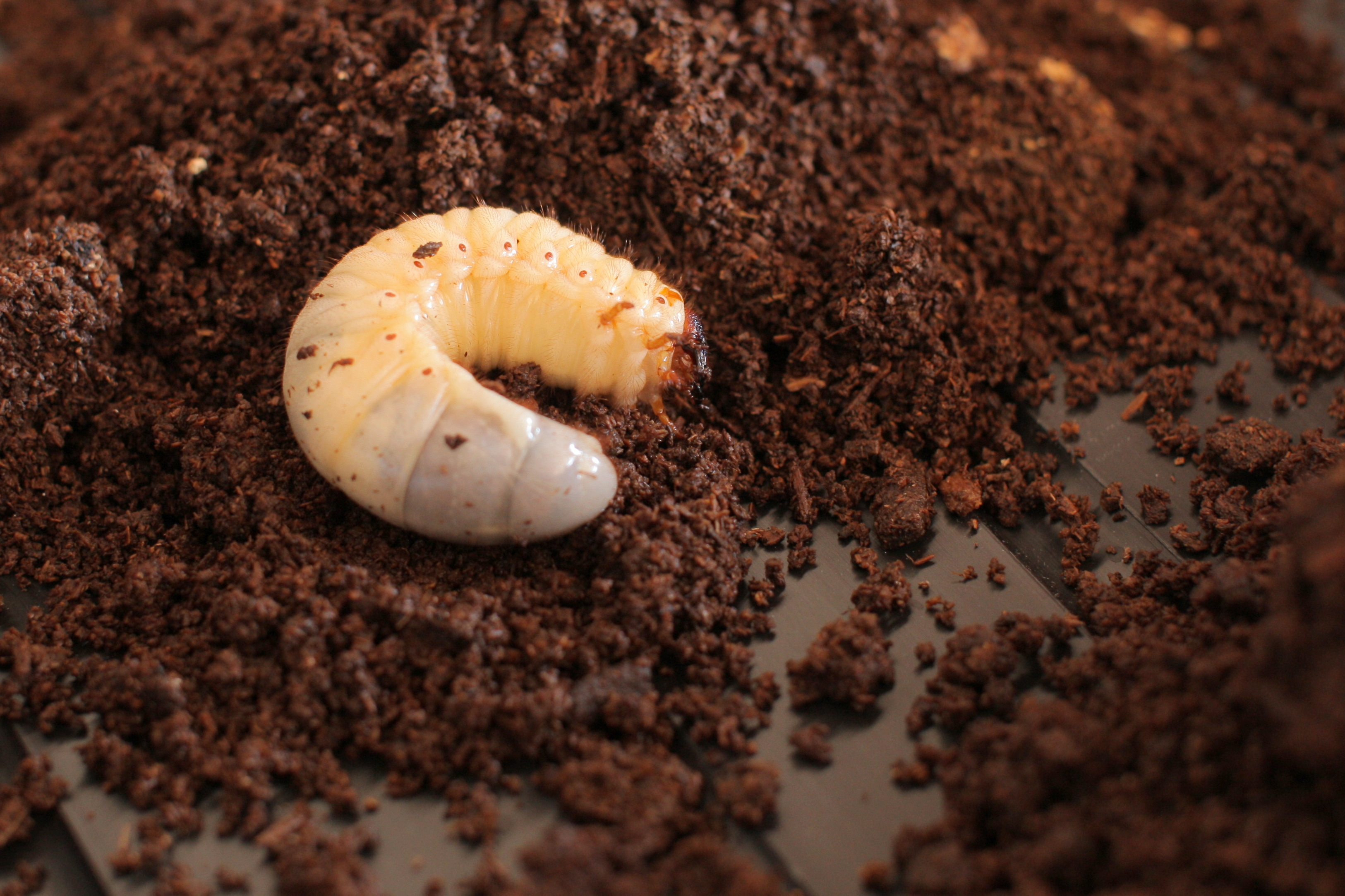
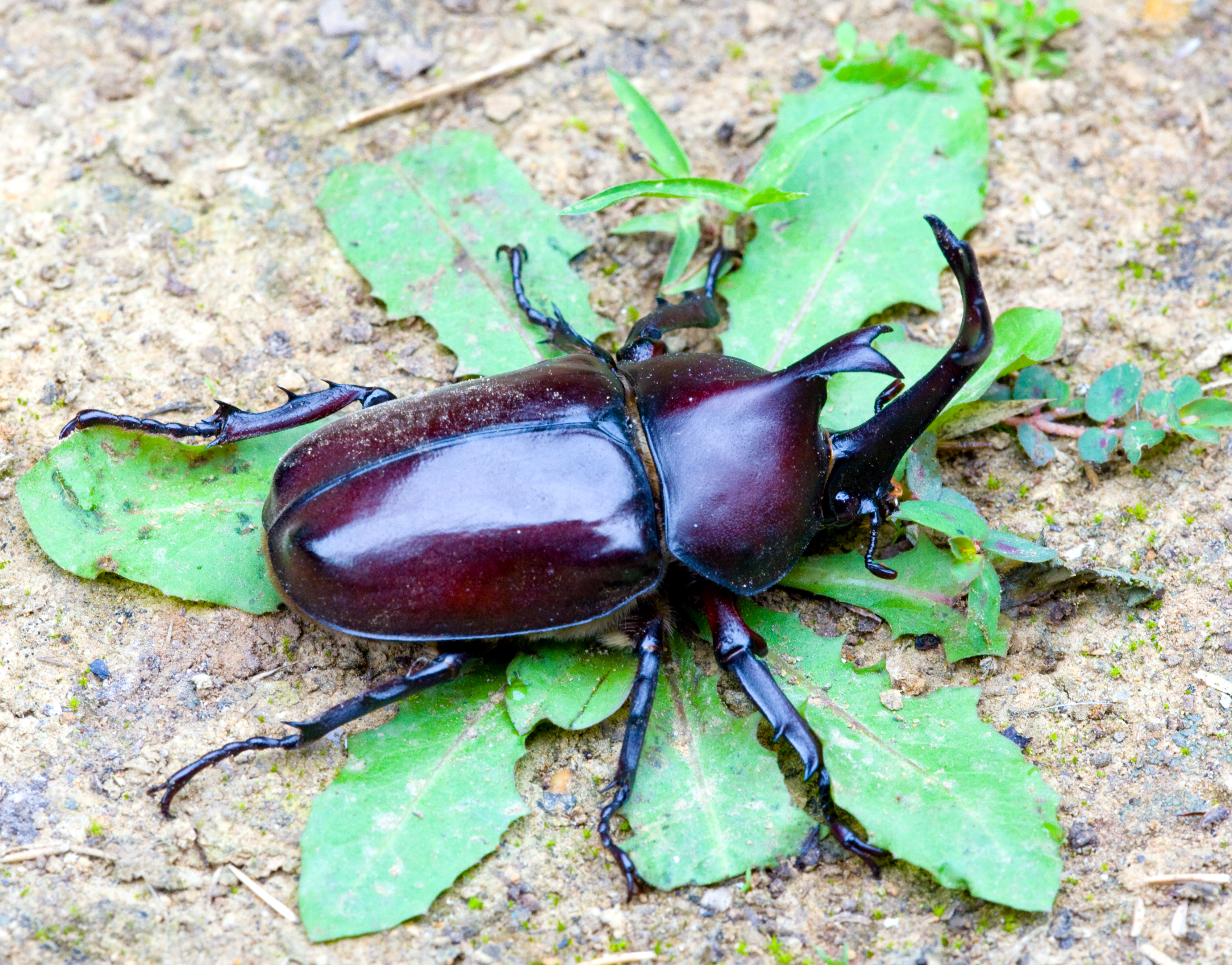